# 丹麥餅店

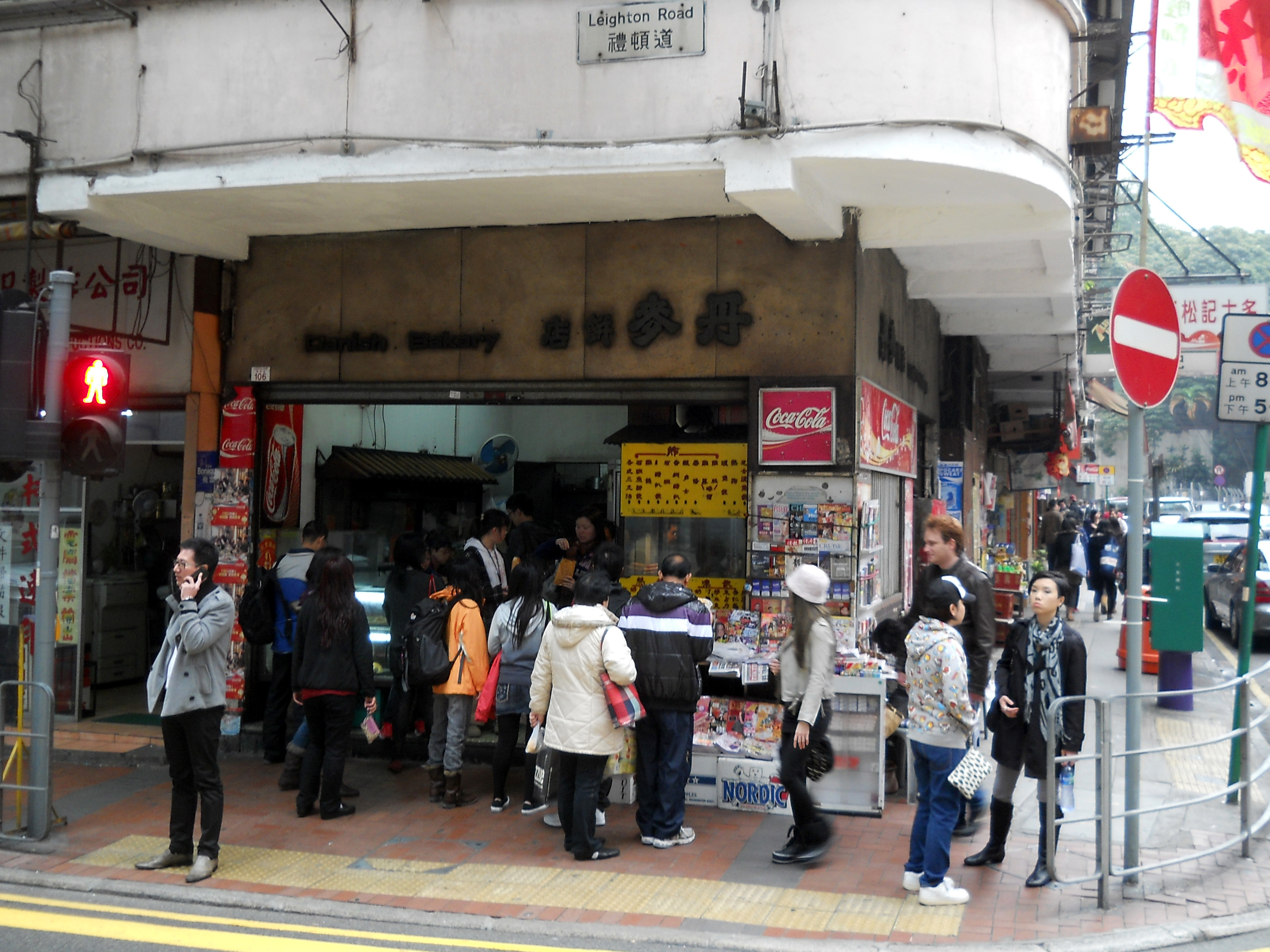
位於禮頓道與加路連山道交界的丹麥餅店。

丹麥餅店（英文：Danish Bakery）位於香港香港島灣仔區銅鑼灣禮頓道106至126號禮信大廈地下10號，鋪位面積達約800平方呎，為灣仔區一家知名餅店，以豬扒包及熱狗聞名，吸引過陳奕迅和鄭伊健等香港藝人、南華足球隊隊員及於跑馬地運動場完成訓練的香港甲組足球聯賽足球運動員光顧，亦為香港大球場於足球賽事舉辦前後的足球迷聚會熱點。丹麥餅店於1971年開業至今，於2013年3月，該鋪位業權以7,880萬港元易手，丹麥餅店被提出增加租金一倍而引起香港傳媒報道。

## 運作
丹麥餅店保留有傳統的前店舖後工場運作模式（面積分別達約300及500方呎），由兩名麵包師傅分別於晚上11時及早上9時工作，共有8名員工，分為兩輪更替製造麵包，每日共出爐800個。每日售賣600至700個麵包、約200隻雞髀及各種小食。 除了西餅及麵包外，店內所有食品和飲品均為即點即造，其漢堡扒亦是新鮮，以人手搓揉製成，再在鐵板上烤至表層微脆，才配上自製的餐包和沙律醬。所有餐包均在加上配料前放進烤爐略為烘烤，以保持由內至外均是熱騰騰的。

## 歷史
1958年，一個廖姓家族（Liu Shek Foon和Lam Shui Kuen）以70,000港元於銅鑼灣購置一間鋪位，以長命契形式持有，成為一手買家。1971年，租予吳國強和妻子於該鋪位開設丹麥餅店，每月租金4,500港元；截至2005年最後一次增加租金，方才增加租金共12次，而且每次增加幅度都落後於市場環境。
1982年，Liu Shek Foon去世，全數業權歸予Lam Shui Kuen。
2004年至2005年，Lam Shui Kuen將該鋪位業權轉讓予Liu Thomas及Liu David Yu，作價分別500萬港元；皆屬於家族的內部轉讓。
2013年3月，該間鋪位以7,880萬港元易手，平均呎價約98,500港元。代理人指出，新業主要求至少增加租金一倍（從52,000港元增加至逾100,000港元）。《明報》及《東方日報》都報道，年近耄耋的丹麥餅店東主回應表示，由於丹麥餅店全店只有8名員工，無法增加供應數量，或許需要每款小食增加價格1港元；《蘋果日報》則報道為，東主回應表示肯定繼續租賃兩至三年；《星島日報》則報道為，東主考慮於餘下兩年租約期滿後結業及退休。

## 鄰近
- 利園二期

## 評價
2013年4月3日，前香港足球代表隊隊員歐偉倫和鍾皓賢舊地重遊，再次到訪丹麥餅店。歐偉倫表示，他於自1993年加盟南華足球隊起，在位於加路連山道的南華體育會生活了14年，幾乎每日光顧丹麥餅店。他表示，於青年球員時代去香港大球場觀賞足球比賽，定必經過丹麥餅店，每次都會購買雞髀或者熱狗。他最欣賞丹麥餅店配在熱狗的特製沙律醬；他成為甲組球員後，有時候在宿舍休息時，都會著青年球員代為購買丹麥餅店所推出的熱狗。鍾皓賢表示：「雖然知道於比賽前食太多煎炸食物不健康，惟總是忍不住，特意去購買（丹麥餅店所推出的）雞髀及奶茶。」